# Vintergrøn-slægten
Vintergrøn (Pyrola) el. sommerkonval er en slægt af små stedsegrønne urter der vokser på fattig jord. Den må ikke forveksles med slægten Singrøn (Vinca) der ofte, ukorrekt, betegnes Vintergrøn. Vintergrøn var tidligere placeret i sin egen Vintergrøn-familie (Pyrolaceae) men henregnes nu til Lyng-familien. Slægten er hjemmehørende i koldt tempereret og subarktisk/subalpint klima på den nordlige halvkugle.
| Arter |

- Liden Vintergrøn (Pyrola minor)
- Mose-Vintergrøn (Pyrola rotundifolia)
- Klokke-Vintergrøn (Pyrola media)
- Grønlig Vintergrøn (Pyrola chlorantha)

Desuden er der tre andre arter i Lyng-familien der på dansk hedder Vintergrøn:
- Ensidig Vintergrøn (Orthilia secunda)
- Enblomstret Vintergrøn (Moneses uniflora)
- Skærm-Vintergrøn (Chimaphila umbellata)

## Beskrivelse
Vintergrøn er små planter med en roset af runde, let læderagtige, stedsegrønne blade. Fra midten af rosetten står en blomsterstilk med en klase af små, hvide eller hvidlige klokkeformede blomster. Den præcise form og farve af blomsterne er med til at skelne mellem arterne. Planten breder sig langsomt vha. frø og underjordiske jordstængler.

## Udbredelse
Vintergrøn hører til på fattig, let fugtig, ofte sur eller sandet jord – i Danmark typisk på morbund. De fleste arter foretrækker vandrende  skygge som findes f.eks. i Fyrre-skoven elller i skovbryn og langs skovveje og stier. Flere arter er almindelige i Norge, Sverige, Finland og Rusland men i Danmark er slægten relativt ualmindelig. Arter af Vintergrøn fandtes tidligere næsten udelukkende i klitplantager i Jylland og Nordsjælland, men arterne synes nu at sprede sig langsomt til andre skove.

## Økologi
Forekomster af Vintergrøn er ofte meget lokale. De kan forekomme i større bestande i et lille område og mangle helt i naboområder. Vintergrøn er afhængig af mykorrhiza (samliv med en svamp), men samlivet med svampen synes at være delvis parasitisk. Flere arter af Vintergrøn kan overleve uden fotosyntese (og dermed uden blade) og leve alene af samlivet med svampen. Væsentlige dele af denne mekanisme er dog endnu ikke fuldt forstået.
| Portal | Portal:Botanik |